# 大方向
大方向指运动的主流或政治方向。毛泽东《湖南农民运动考察报告》：“没有贫农，便没有革命。……他们的革命大方向始终没有错。”政治在毛泽东眼里，是“阶级的政治”、“群众的政治”，他深深着迷于“卑贱者最聪明”，“群众是真正的英雄”。这种民粹主义观念到了文革时，被他和中央文革小组置换为“群众运动的大方向始终是正确的”。
在当时，“大方向”有两个须臾不离的修饰语：“群众的”、“革命的”。毛泽东认为，“群众”是“人民”在时间之流中的现身，“革命”是历史前进方向和历史必然性的表现，它们充分保证了自己的无条件真理性、天然正确性。因为毛泽东需要利用它来对抗中央一线及其官僚体系。由于中央一线只能在意识形态上认同这样的逻辑，而束缚住了还击的手脚。连干部队伍的政治排队情况，都是以对待群众的态度，来对应画线的。
在文革初期，这是一道预发的赦免符，以抽象的政治性的全称肯定，否定了所有法律秩序的具体规定。它被用作鼓动、放纵红卫兵行为上的随意性，从破四旧、砸文物到揪斗、体罚，从抄家到冲击国家机关、军事机关……即使有激烈、野蛮的举动，也被当作行为失检的枝末细节，是事出有因，不应追究。连“糟得很”的现象描述都被先验地纳入了指斥历史上湖南农民运动的国民党反动派、资产阶级“官老爷”的观念范畴里。由此树立起一种超越现行党政官僚体系并与之相对抗的合法性，服务于从政治上打倒中央一线的目标。没有权威和方向性的群众运动，只能尊奉赋予他们至上地位的授权者为权威，以横向的冲撞、扩展性突破、打断纵向的连接、系统性，在摧枯拉朽的冲突砍杀中实现毛泽东的政治意愿、战略意图。